# La Heunière
La Heunière is een gemeente in het Franse departement Eure (regio Normandië) en telt 241 inwoners (1999). De plaats maakt deel uit van het arrondissement Évreux.

## Geografie
De oppervlakte van La Heunière bedraagt 3,1 km², de bevolkingsdichtheid is 77,7 inwoners per km².
De onderstaande kaart toont de ligging van La Heunière met de belangrijkste infrastructuur en aangrenzende gemeenten.

## Demografie
Onderstaande figuur toont het verloop van het inwonertal (bron: INSEE-tellingen).